# Pisinna manawatawhia
Pisinna manawatawhia är en snäckart som först beskrevs av Powell 1937.  Pisinna manawatawhia ingår i släktet Pisinna och familjen Anabathridae. Inga underarter finns listade i Catalogue of Life.